# Victor Darbefeuille
Pour les articles homonymes, voir Darbefeuille.
Hippolyte Victor Darbefeuille, né à Toulouse le 22 octobre 1886 et mort à Paris 14e le 7 mai 1975, est un peintre français.

## Biographie
Membre de la Société nationale des beaux-arts, il devient professeur de dessin des écoles primaires de la ville de Paris. Il concourt en 1913 au Prix de Rome en peinture, lors duquel il obtient une mention honorable.
Le Centre Pompidou conserve deux boites d'archives à son nom. 